# Didymoplexis striata
Didymoplexis striata är en orkidéart som beskrevs av Johannes Jacobus Smith. Didymoplexis striata ingår i släktet Didymoplexis och familjen orkidéer. Inga underarter finns listade i Catalogue of Life.